# Bastos Tavares
Bastos Tavares (Campos dos Goytacazes, 19 de julho de 1893 — Rio de Janeiro, 1961) foi um político brasileiro. Exerceu o mandato de deputado federal constituinte pelo Rio de Janeiro em 1946.